# Kreis Angermünde
Der Kreis Angermünde war ein Landkreis im Bezirk Frankfurt (Oder) der DDR, der bei der Kreisreform 1952 in der damaligen DDR neu zugeschnitten wurde. Von 1990 bis 1993 bestand er als Landkreis Angermünde im Land Brandenburg fort. Sein Gebiet liegt heute im Landkreis Uckermark in Brandenburg. Der Sitz der Kreisverwaltung befand sich in Angermünde.

## Geographie

### Lage
Der Kreis Angermünde lag in der historischen Landschaft der Uckermark am Westufer der Oder. Der nordöstliche Teil gehörte zur ehemaligen Provinz Pommern.

### Nachbarkreise
Der Kreis grenzte im Norden an die Kreise Prenzlau und Pasewalk (Bezirk Neubrandenburg), im Osten an die Volksrepublik Polen (ab 1989 Republik Polen) und an den Stadtkreis Schwedt/Oder, im Süden an den Kreis Eberswalde (Bezirk Frankfurt (Oder)) und im Westen und Nordwesten an den Kreis Templin (Bezirk Neubrandenburg). Fast vom Angermünder Kreisgebiet umschlossen und lediglich nach Osten an Polen grenzend lag der 1961 aus dem Kreis Angermünde ausgegliederte Stadtkreis Schwedt/Oder.

## Geschichte
Bereits in der preußischen Provinz Brandenburg bestand im Regierungsbezirk Potsdam seit 1816 ein Landkreis Angermünde. Nach dem Zweiten Weltkrieg gehörte dieser Landkreis zum Land Brandenburg, zunächst in der Sowjetischen Besatzungszone und seit 1949 in der DDR.
Bei einer ersten Kreisreform in der DDR wurde der Landkreis Angermünde am 1. Juli 1950 um Gemeinden des mecklenburgischen Landkreises Randow vergrößert bei gleichzeitiger Abtretung von Gemeinden an die Landkreise Oberbarnim, Prenzlau und Templin.
Am 25. Juli 1952 kam es in der DDR zu einer umfassenden Verwaltungsreform, bei der unter anderem die Länder aufgelöst wurden, und neue Bezirke geschaffen wurden. Der südliche Teil des Landkreises Angermünde fiel an den neuen Kreis Eberswalde, einige Gemeinden kamen zum Kreis Prenzlau und aus dem verbleibenden Kreisgebiet wurde der Kreis Angermünde mit Sitz in Angermünde gebildet. Der Kreis wurde dem neuen Bezirk Frankfurt (Oder) zugeordnet. 
Am 1. Januar 1956 wechselte die Gemeinde Polßen aus dem Kreis Prenzlau im Bezirk Neubrandenburg in den Kreis Angermünde. Am 1. Januar 1957 wechselten die Gemeinden Glambeck und Stolzenhagen aus dem Kreis Angermünde in den Kreis Eberswalde. Am 17. September 1961 wurde die Stadt Schwedt aus dem Kreis Angermünde ausgegliedert und bildete einen eigenen Stadtkreis. Im weiteren Verlauf wurden noch einige Gemeinden aus dem Kreis Angermünde ausgegliedert und dem Stadtkreis Schwedt/Oder zugewiesen.

## Einwohnerentwicklung
| Jahr      | 1960   | 1971   | 1981   | 1989   |
| Einwohner | 57.937 | 43.228 | 36.565 | 34.169 |

## Wirtschaft
Bedeutende Betriebe waren unter anderen:
- VEB Emaillierwerk Angermünde
- VEB Getränkeversorgung Angermünde
- VEB (B) Kalksandsteinwerk Angermünde
- VEB Stanz- und Emaillierwerk Angermünde

## Verkehr
Die Autobahn Berliner Ring–Stettin berührte den westlichen Rand des Kreisgebiets. Dem überregionalen Straßenverkehr dienten außerdem die F 2 von Berlin über Angermünde nach Gartz, die F 166 von Schwedt Richtung Prenzlau sowie die F 198 von Finow über Angermünde nach Prenzlau.
Das Kreisgebiet war durch die Hauptbahnen Berlin–Angermünde–Stettin und Angermünde–Stralsund ins Eisenbahnnetz der DDR eingebunden. Daneben existierten die Nebenbahnen Angermünde–Bad Freienwalde und Angermünde–Schwedt.

## Kreisangehörige Gemeinden
Aufgeführt sind alle Orte, die am 25. Juli 1952 bei Einrichtung des Kreises Angermünde eigenständige Gemeinden waren. Eingerückt sind Gemeinden, die bis zum 5. Dezember 1993 ihre Eigenständigkeit verloren und in größere Nachbargemeinden eingegliedert wurden, oder die sich mit anderen Gemeinden zusammengeschlossen hatten.
- Angermünde, Kreisstadt
- Altkünkendorf (heute Ortsteil der Stadt Angermünde)
- Berkholz-Meyenburg
  - Berkholz (am 1. April 1974 schlossen sich Berkholz und Meyenburg zur Gemeinde Berkholz-Meyenburg zusammen[3], heute Ortsteil der Stadt Schwedt/Oder)
- Biesenbrow (heute Ortsteil der Stadt Angermünde)
- Biesendahlshof (heute Ortsteil der Gemeinde Casekow)
- Blumberg (heute Ortsteil der Gemeinde Casekow)
  - Blumenhagen (heute Ortsteil der Stadt Schwedt/Oder)
- Briest (heute Ortsteil der Stadt Schwedt/Oder)
- Bruchhagen (heute Ortsteil der Stadt Angermünde)
- Casekow (Ortsteil der gleichnamigen amtsangehörigen Gemeinde)
- Criewen (heute Ortsteil der Stadt Schwedt/Oder)
- Crussow (heute Ortsteil der Stadt Angermünde)
  - Damitzow (am 22. März 1970 nach Tantow eingemeindet[3], heute Gemeindeteil im Ortsteil Tantow der gleichnamigen Gemeinde)
  - Dobberzin (am 1. Januar 1974 nach Angermünde eingemeindet[3], heute Ortsteil der Stadt Angermünde)
- Felchow (heute Ortsteil der Stadt Schwedt/Oder)
- Flemsdorf (heute Ortsteil der Stadt Schwedt/Oder)
- Frauenhagen (heute Ortsteil der Stadt Angermünde)
- Fredersdorf (heute Ortsteil der Gemeinde Zichow)
- Friedrichsthal (Ortsteil der Stadt Gartz (Oder))
- Gartz (Ortsteil der gleichnamigen amtsangehörigen Stadt Gartz (Oder))
- Gatow (heute Ortsteil der Stadt Schwedt/Oder)
- Geesow (Ortsteil der Stadt Gartz (Oder))
- Gellmersdorf (heute Ortsteil der Stadt Angermünde)
- Görlsdorf (heute Ortsteil der Stadt Angermünde)
- Golm (heute Ortsteil der Gemeinde Zichow)
- Greiffenberg (heute Ortsteil der Stadt Angermünde)
- Groß Pinnow (heute Ortsteil der Gemeinde Hohenselchow-Groß Pinnow)
- Grünow (heute Ortsteil der Stadt Schwedt/Oder)
- Günterberg (heute Ortsteil der Stadt Angermünde)
  - Heinersdorf (am 1. Januar 1974 nach Schwedt/Oder eingemeindet[3])
  - Heinrichshof (am 1. Januar 1957 nach Hohenselchow eingemeindet[3], heute Gemeindeteil der Gemeinde Hohenselchow-Groß Pinnow)
- Herzsprung (heute Ortsteil der Stadt Angermünde)
- Hohenfelde (heute Ortsteil der Stadt Schwedt/Oder)
  - Hohenlandin (am 1. Januar 1974 schlossen sich Hohenlandin und Niederlandin zur Gemeinde Landin zusammen[3], heute Wohnplatz der Stadt Schwedt/Oder)
- Hohenreinkendorf (heute Ortsteil der Stadt Gartz (Oder))
- Hohenselchow (heute Ortsteil der Gemeinde Hohenselchow-Groß Pinnow)
- Jamikow (heute Ortsteil der Stadt Schwedt/Oder)
- Kerkow (heute Ortsteil der Stadt Angermünde)
- Kummerow (heute Ortsteil der Stadt Schwedt/Oder)
- Kunow (heute Ortsteil der Stadt Schwedt/Oder)
- Luckow-Petershagen (heute Ortsteil der Gemeinde Casekow)
  - Luckow (am 17. Februar 1973 schlossen sich Luckow und Petershagen zur Gemeinde Luckow-Petershagen zusammen[3], heute Gemeindeteil von Luckow-Petershagen, Ortsteil der Gemeinde Casekow)
- Landin (entstand am 1. Januar 1974 aus dem Zusammenschluss von Hohenlandin und Niederlandin, heute Ortsteil der Stadt Schwedt/Oder)
- Mescherin (heute Ortsteil der gleichnamigen (Groß-)Gemeinde Mescherin)
  - Meyenburg (am 1. April 1974 schlossen sich Berkholz und Meyenburg zur Gemeinde Berkholz-Meyenburg zusammen[3], heute Wohnplatz der Stadt Schwedt/Oder)
- Mürow (heute Ortsteil der Stadt Angermünde)
  - Neuhaus (am 1. Januar 1957 nach Steinhöfel eingemeindet[3], heute Wohnplatz der Stadt Angermünde)
- Neukünkendorf (heute Ortsteil der Stadt Angermünde)
- Neurochlitz (heute Ortsteil der (Groß-)Gemeinde Mescherin)
  - Niederlandin (am 1. Januar 1974 schlossen sich Hohenlandin und Niederlandin zur Gemeinde Landin zusammen[3], heute Wohnplatz der Stadt Schwedt/Oder)
- Passow (heute ist Passow/Wendemark ein Ortsteil der Stadt Schwedt/Oder)
  - Petershagen (am 17. Februar 1973 schlossen sich Luckow und Petershagen zur Gemeinde Luckow-Petershagen zusammen[3], heute Gemeindeteil von Luckow-Petershagen, Ortsteil der Gemeinde Casekow)
- Pinnow
- Polßen (Ortsteil der Gemeinde Gramzow)
- Radekow (heute Ortsteil der (Groß-)Gemeinde Mescherin)
- Rosow (heute Ortsteil der (Groß-)Gemeinde Mescherin)
- Schmargendorf (heute Ortsteil der Stadt Angermünde)
- Schmiedeberg (heute Ortsteil der Stadt Angermünde)
- Schöneberg (heute Ortsteil der Stadt Schwedt/Oder)
- Schönermark (heute Ortsteil der Stadt Schwedt/Oder)
- Schönfeld (heute Ortsteil der Gemeinde Tantow)
- Schönow (heute Ortsteil der Stadt Schwedt/Oder)
- Steinhöfel (heute Ortsteil der Stadt Angermünde)
- Stendell (heute Ortsteil der Stadt Schwedt/Oder)
- Stolpe (heute Ortsteil der Stadt Angermünde)
  - Stützkow (am 1. Juni 1973 in Schöneberg) eingegliedert, heute Wohnplatz in Schöneberg (Stadt Schwedt/Oder)
- Tantow (auch Ortsteil der gleichnamigen Gemeinde)
- Vierraden (heute Ortsteil der Stadt Schwedt/Oder)
- Wartin (heute Ortsteil der Gemeinde Casekow)
- Welsow (heute Ortsteil der Stadt Angermünde)
  - Wendemark (am 1. Januar 1974 nach Passow eingemeindet[3], heute Wohnplatz der Stadt Schwedt/Oder)
- Wilmersdorf (heute Ortsteil der Stadt Angermünde)
- Wolletz (heute Ortsteil der Stadt Angermünde)
- Woltersdorf (heute Ortsteil der Gemeinde Casekow)
- Zichow (heute auch Ortsteil der gleichnamigen Gemeinde)
- Zützen (heute Ortsteil der Stadt Schwedt/Oder)

Am 17. Mai 1990 wurde der Kreis in Landkreis Angermünde umbenannt. Anlässlich der Wiedervereinigung der beiden deutschen Staaten wurde der Landkreis Angermünde 1990 dem wiedergegründeten Land Brandenburg zugesprochen. Erster und einziger Landrat des Landkreises Angermünde war von 1990 bis 1993 Volkwin Schenk. Im Zuge der Ämterbildung 1992 in Brandenburg bildeten sich die Verwaltungsgemeinschaften Amt Angermünde-Land, Amt Oder-Welse und Amt Gartz (Oder).
Bei der Kreisreform in Brandenburg, die am 6. Dezember 1993 in Kraft trat, ging er im neuen Landkreis Uckermark auf.

## Kfz-Kennzeichen
Den Kraftfahrzeugen (mit Ausnahme der Motorräder) und Anhängern wurden von etwa 1974 bis Ende 1990 dreibuchstabige Unterscheidungszeichen, die mit dem Buchstabenpaar EA begannen, zugewiesen. Die letzte für Motorräder genutzte Kennzeichenserie war ER 85-01 bis ER 93-00.
Anfang 1991 erhielt der Landkreis das Unterscheidungszeichen ANG. Es wurde bis Ende 1993 ausgegeben. Seit dem 3. April 2014 ist es im Landkreis Uckermark erhältlich.